# Hochwasserrückhaltebecken Alfhausen-Rieste
Das Hochwasserrückhaltebecken Alfhausen-Rieste ist eine Stauanlage an der Hase im Landkreis Osnabrück, Niedersachsen. Es dient dem Hochwasserschutz in der Haseniederung. 
Das Hochwasserrückhaltebecken besteht aus einem Hauptbecken (dieses wird auch als Alfsee bezeichnet) mit einem vorgelagerten Absetzbecken und einem Reservebecken. Haupt- und Absetzbecken sind ständig wasserführend, das Reservebecken wurde als Trockenbecken ausgelegt.
Das Hochwasserrückhaltebecken Alfhausen-Rieste ist in Gänze als Naturschutzgebiet ausgewiesen.
Für Einzelheiten zu den Anlagen bzw. dem Naturschutzgebiet siehe:
- Alfsee für Haupt- und Absetzbecken,
- Reservebecken Alfhausen-Rieste für das Reservebecken,
- Hochwasserrückhaltebecken Alfhausen-Rieste (Naturschutzgebiet) für das Naturschutzgebiet.